# Линия Атэрадзава
Линия Атэрадзава (яп. 左沢線 атэрадзава сэн) — железнодорожная линия японского железнодорожного оператора East Japan Railway Company, расположенная в префектуре Ямагата. Линия соединяет станцию Кита-Ямагата расположенную в городе Ямагата со станцией Атэрадзава расположенной в посёлке Оэ. Все составы так же идут до станции Ямагата.

## Станции
- Все станции расположены в префектуре Ямагата.
- Поезда останавливаются на всех станциях.
- Разъезды доступны на станциях помеченных символами "◇", "v", и "^".

| Станция         | Японское название | Расстояние (км) | Расстояние (км)         | Пересадки                                          |    | Расположение |
| Станция         | Японское название | Между станциями | От станции Кита-Ямагата | Пересадки                                          |    | Расположение |
| --------------- | ----------------- | --------------- | ----------------------- | -------------------------------------------------- | -- | ------------ |
| Ямагата         | 山形              | -               | -1.9                    | Ямагата-синкансэн, Линия Оу (до станции Йонэдзава) | v  | Ямагата      |
| Кита-Ямагата    | 北山形            | 1.9             | 0.0                     | Линия Оу (до станции Синдзё), Линия Сэндзан*       | ◇  | Ямагата      |
| Хигаси-Канаи    | 東金井            | 3.1             | 3.1                     |                                                    | ｜ | Ямагата      |
| Удзэн-Ямабэ     | 羽前山辺          | 3.4             | 6.5                     |                                                    | ◇  | Яманобе      |
| Удзэн-Канэдзава | 羽前金沢          | 3.0             | 9.5                     |                                                    | ｜ | Накаяма      |
| Удзэн-Нагасаки  | 羽前長崎          | 1.5             | 11.0                    |                                                    | ｜ | Накаяма      |
| Минами-Сагаэ    | 南寒河江          | 2.5             | 13.5                    |                                                    | ｜ | Сагаэ        |
| Сагаэ           | 寒河江            | 1.8             | 15.3                    |                                                    | ◇  | Сагаэ        |
| Ниси-Сигаэ      | 西寒河江          | 1.1             | 16.4                    |                                                    | ｜ | Сагаэ        |
| Удзэн-Такамацу  | 羽前高松          | 2.9             | 19.3                    |                                                    | ｜ | Сагаэ        |
| Сибахаси        | 柴橋              | 3.0             | 22.3                    |                                                    | ｜ | Сагаэ        |
| Атэрадзава      | 左沢              | 2.0             | 24.3                    |                                                    | ｜ | Оэ           |

## Подвижной состав
- Дизельные поезда серии KiHa 101